# Clatrato

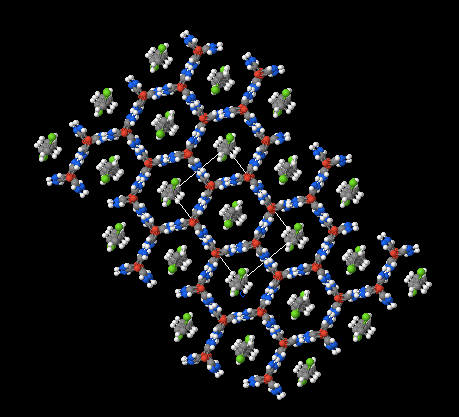
Estructura del complejo de inclusión 3:1de urea y 1,6-diclorohexano. El marco está compuesto por moléculas de urea que están unidas por enlaces de hidrógeno, dejando aproximadamente canales hexagonales en los que se alinean las moléculas del clorocarbon (el oxígeno es de color rojo, el nitrógeno es azul, el cloro es verde).

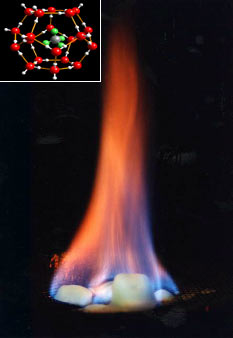
Clatrato de metano en plena combustión.

Un clatrato, estructura de clatrato o compuesto de clatrato (del latín clathratus, "rodeado o protegido, enrejado") es una sustancia química formada por una red de un determinado tipo de molécula, que atrapa y retiene otro tipo de molécula.
Un hidrato gaseoso es, por ejemplo, un tipo especial de clatrato en el que la molécula de agua forma una estructura capaz de contener un gas.
Un clatrato es, por tanto, un compuesto no estequiométrico en el cual moléculas del tamaño conveniente (2-9 Angstrom) quedan atrapadas en las cavidades que aparecen en la estructura de otro compuesto. El agua congelada puede crear celdas capaces de contener moléculas de gas, enlazadas mediante puentes de hidrógeno. Numerosos gases de bajo peso molecular (O2, N2, CO2, CH4, H2S, argón, kriptón, xenón, entre otros) forman clatratos en ciertas condiciones de presión y temperatura. Estas celdas son inestables si están vacías, colapsándose para formar hielo convencional.

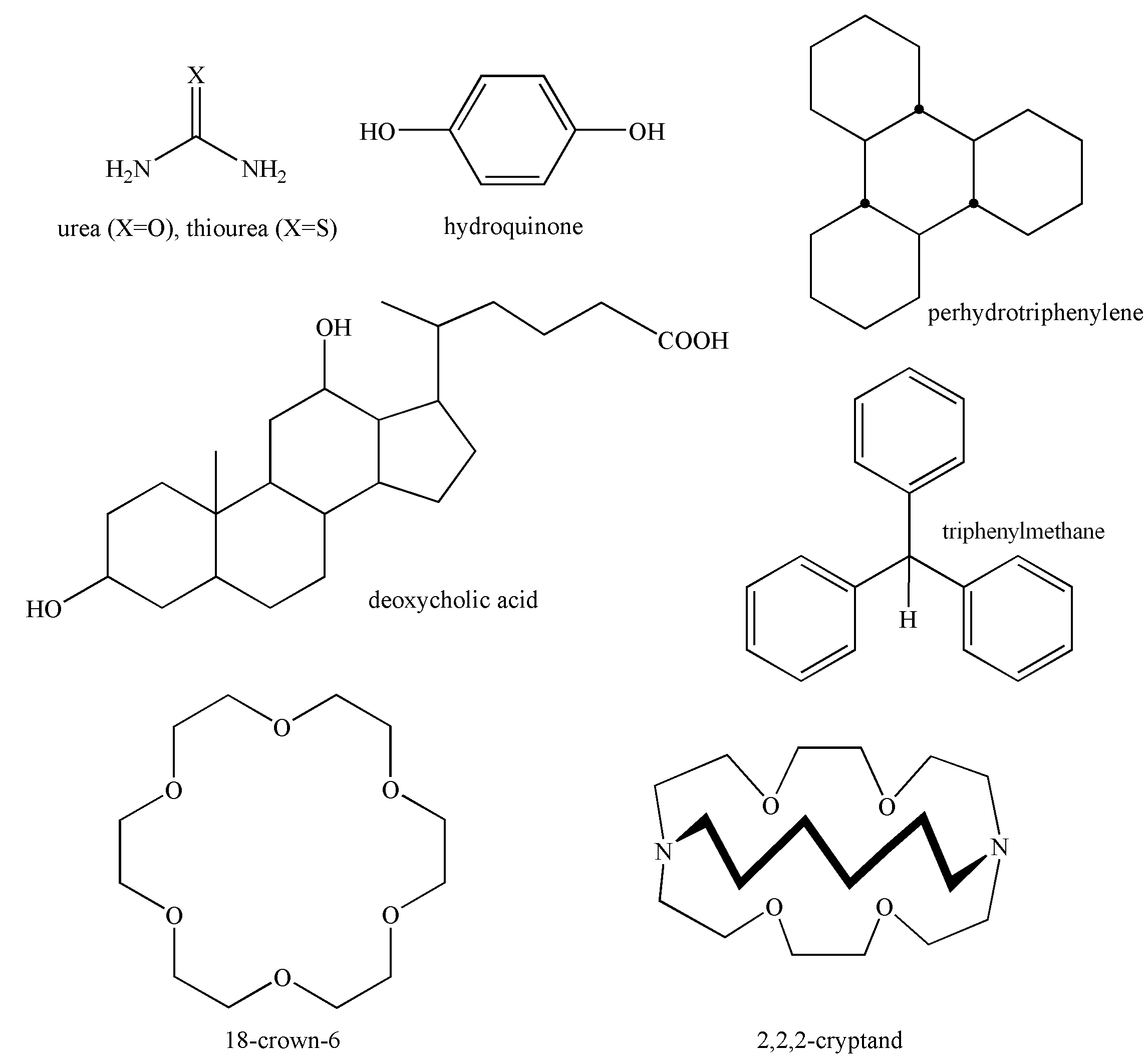
Ejemplos de moléculas acompañantes.

Los complejos del clatrato son varios e incluyen, por ejemplo, la interacción de fuertes enlaces químicos entre las moléculas del anfitrión y las moléculas del huésped, o las moléculas del huésped fijadas en el espacio geométrico de las moléculas del anfitrión mediante una fuerza intermolecular débil. Los ejemplos típicos de los compuestos anfitrión-huésped son: compuestos de inclusión y compuestos de intercalación. Una molécula que se ha investigado mucho como anfitrión es el compuesto de Dianin (4-p-hidroxifenil-2,2,4-trimetilcromano).
Por un lado se han empezado a investigar las posibles propiedades semiconductoras y superconductoras de los clatratos de silicio. Por otro, se cree científicamente que los fondos marinos han atrapado grandes cantidades de metano en configuraciones similares (clatratos de metano), que son liberadas repentinamente ya sea por efectos mecánicos o físicos.

## Historia
Los hidratos de clatrato fueron descubiertos en 1810 por Sir Humphry Davy. Los clatratos fueron estudiados por P. Pfeiffer en 1927 y, en 1930, E. Hertel los definió como «compuestos moleculares», sustancias descompuestas en componentes individuales que seguían la ley de acción de masas en solución o estado gaseoso.
La investigación sobre los compuestos del clatrato se desarrolló a partir del análisis de la estructura cristalina de Powell quien, en 1945, empezó a utilizar la expresión «componente de clatrato» para referirse a la estructura de inclusión de la hidroquinona. Los clatratos han sido aplicados a la separación de la parafina usando como anfitrión la urea, y se han adoptado recientemente para complejos consistentes en una molécula del anfitrión (que forma el marco básico de la red) y una molécula del huésped (que se fije en la molécula del anfitrión por interacción).
Existe un hipótesis de que existen agregados de agua y metano en el planeta Marte, la cual se ha confirmado teóricamente a partir de métodos de la química cuántica.

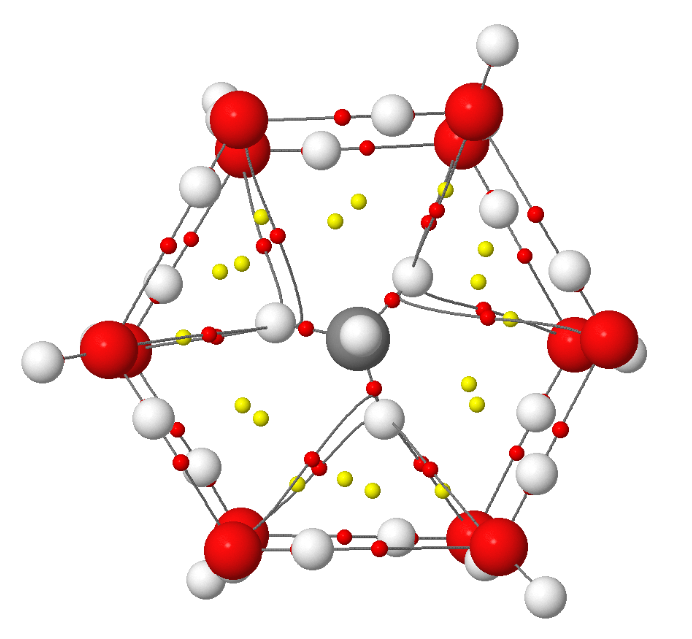
Interacción entre una molécula de metano y varias moléculas de agua. Vista 1

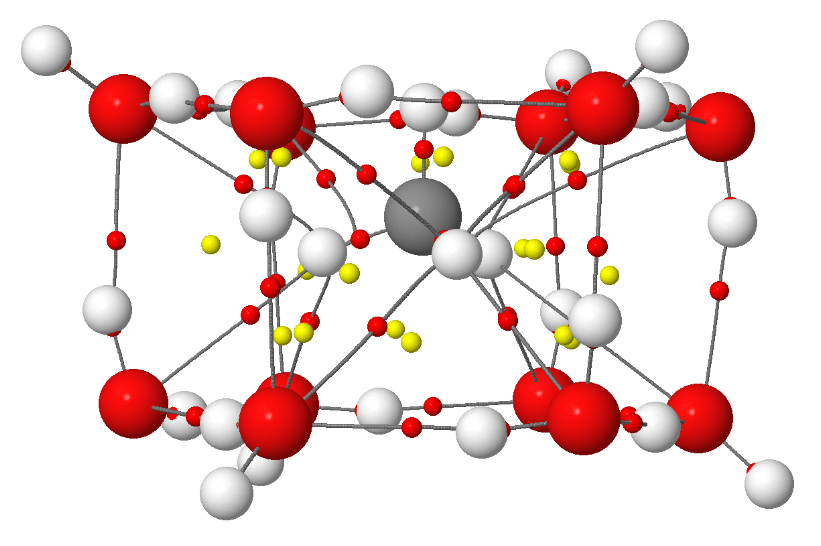
Interacción entre una molécula de metano y varias moléculas de agua. Vista 2